# Derecho de retorno
El término derecho de retorno se refiere a un principio del derecho internacional, codificado en la Declaración Universal de los Derechos Humanos y en el Pacto Internacional de Derechos Civiles y Políticos, mediante el cual una persona tiene el derecho de regresar a su país de origen, e ingresar al mismo. Este principio a menudo se refleja con especial consideración en las leyes inmigratorias de los países (llamándolo «repatriación») en el que se facilita o alienta la reunión de una diáspora.

## Descripción
El artículo 13 de la Declaración Universal de los Derechos Humanos declara que "toda persona tiene derecho a circular libremente y a elegir su residencia en el territorio de un Estado. Toda persona tiene derecho a salir de cualquier país, incluso del propio, y a regresar a su país". Existe desacuerdo en cuanto a lo que esto realmente significa en la práctica, así como si país se refiere a un estado o un área específica de la tierra. Además, el cambio de estado a país de la primera a la segunda oración oscurece el asunto.
Gran parte de la controversia en torno a ese derecho, empero, se deriva del desacuerdo a lo que el artículo 13 se refiere como "el propio". Debido a que muchos países son estados naciones predicadas sobre el derecho a la autodeterminación nacional, estos países a menudo identifican un vínculo especial entre ellos y las personas identificadas con la nación o pueblo, cuya autodeterminación ese país permite. Las leyes nacionales que aplican el "derecho de retorno" tienden a predicarse en este vínculo. Debido a que dan a la gente de cierta manera una inmigración preferencial, estas leyes pueden son controvertidas, especialmente en los que se perciben como a expensas de otras personas que desean inmigrar o volver.

## Por país

### Alemania
La legislación alemana permite que (1) las personas que descienden de ciudadanos alemanes de cualquier etnia o (2) personas de ascendencia étnica alemana y que viven en los países del antiguo Pacto de Varsovia (así como Yugoslavia) el derecho de "retorno" a Alemania y reclaman la ciudadanía alemana (Aussiedler/Spätaussiedler "emigrantes tardíos", Aussiedler und Spätaussiedler). Después de los cambios legislativos a finales de 1992, este derecho es de facto restringido a los alemanes étnicos de la antigua Unión Soviética. Al igual que con muchas implementaciones legales del Derecho de Retorno, el "retorno" a Alemania de las personas que nunca han vivido en Alemania sobre la base de su origen étnico o su descendencia de ciudadanos alemanes ha sido motivo de controversia. La ley está codificada en el artículo 116 de la Ley Fundamental para la República Federal de Alemania, que proporciona acceso a la nacionalidad alemana para cualquier persona "que ha sido admitido en el territorio del Reich alemán dentro de los límites del 31 de diciembre 1937 como refugiado o expulsada de su origen étnico alemán o como el cónyuge o descendiente de esa persona". En esos territorios vivían una minoría polaca, que también tenía la nacionalidad alemana y después de la Segunda Guerra Mundial esos territorios pasaron a formar parte de Polonia (ver Cambios territoriales de Polonia tras la Segunda Guerra Mundial). Esas personas polacas son también consideradas Aussiedler/Spätaussiedler y vinieron sobre todo en la década de 1980 a Alemania (ejemplos: Lukas Podolski, Eugen Polanski, Miroslav Klose, entre otros).
El contexto histórico para el artículo 116 fue el brutal desalojo, después de la Segunda Guerra Mundial, de un estimado de 9 millones de alemanes étnicos extranjeros procedentes de otros países de Europa Central y Oriental. Otros 9 millones de ciudadanos alemanes de diversas etnias de las antiguas provincias alemanas del este, sobre los que Iósif Stalin y estados vecinos orientales extendían su hegemonía militar en 1945, fueron expulsados también. A estos expulsados y refugiados (conocidos como Heimatvertriebene) se les dio estatus y documentos de refugiados, y en cuanto a los alemanes étnicos extranjeros también la ciudadanía alemana (en 1949), y reasentados en Alemania. La discusión de una posible compensación continúa; esto, sin embargo, ha sido contrarrestada por posibles reclamaciones de indemnización de guerra de los vecinos orientales de Alemania, que pertenecen tanto a la rendición incondicional de Alemania y a la serie de traslados de población realizadas en el marco de los instrumentos de Potsdam.

### Armenia
El artículo 14 de la Constitución de Armenia (1995) establece que "las personas de origen armenio deberán adquirir la ciudadanía de la República de Armenia a través de un procedimiento simplificado." Esta disposición es consistente con la Declaración sobre la Independencia de Armenia, emitida por el Soviet Supremo de la República de Armenia en 1989, que declaró en el artículo 4 que "los armenios que viven en el extranjero tienen derecho a la ciudadanía de la República de Armenia". Esta medida coincide con la numerosa diáspora armenia diseminada por Occidente y Medio Oriente debido al genocidio armenio perpetrado por turcos de religión musulmana a inicios del siglo XX, y donde los miembros de esta diáspora pueden tener derecho a la ciudadanía armenia.

### Noruega
Los noruegos de Kola fueron noruegos que se asentaron a lo largo del litoral de la península rusa de Kola aproximadamente desde 1850 hasta el cierre de la frontera en la década de 1920. Se estima que alrededor de 1000 noruegos vivieron en la península de Kola en 1917. Los noruegos de Kola fueron deportados o puestos en campamentos en otras partes de Rusia durante el curso de la Segunda Guerra Mundial.
Fue sólo después de 1990 que muchos de los noruegos de Kola se atrevieron nuevamente a enfatizar sus ascendencia. Sólo unos pocos habían sido capaces de mantener un conocimiento rudimentario del noruego. Algunos de ellos han emigrado de vuelta a Noruega. Existen disposiciones especiales en las reglas de Noruega de inmigración y ciudadanía que facilita este proceso para muchos noruegos de Kola. Estas disposiciones son, en general, más estrictas que en algunos otros países que dan "derecho de retorno". Con el fin de obtener un permiso para emigrar y trabajar en Noruega, un noruego de Kola tendrá que demostrar una conexión adecuada a Noruega como tener por lo menos dos abuelos de Noruega, a pesar de que varios inmigrantes no noruegos, incluso no europeos (árabes y africanos), obtienen no tan difícilmente la ciudadanía noruega cada año. La ciudadanía entonces se otorgará de acuerdo a las normas regulares. A partir de 2004 aproximadamente doscientos noruegos de Kola se habían trasladado a Noruega.